# Sam Dorman
Sam Dorman (Miami, 30 de agosto de 1991) es un deportista estadounidense que compitió en saltos de trampolín. Participó en los Juegos Olímpicos de Río de Janeiro 2016, obteniendo una medalla de plata en la prueba sincronizada (junto con Michael Hixon).

## Palmarés internacional
| Juegos Olímpicos | Juegos Olímpicos        | Juegos Olímpicos | Juegos Olímpicos     |
| Año              | Lugar                   | Medalla          | Prueba               |
| ---------------- | ----------------------- | ---------------- | -------------------- |
| 2016             | Río de Janeiro (Brasil) | Medalla de plata | Trampolín 3 m sincro |